# 洛馬曼薩山
洛馬曼薩山是非洲國家塞拉利昂最高的山峰，海拔高度1,945米，屬於洛馬山脈的一部分。位於山腳的熱帶雨林居住著各種野生動物，如倭河馬、侏儒鱷和靈長目動物。